# سه لوئیس (بازیکن فوتبال، زاده ۱۹۴۳)
سه لوئیس (پرتغالی: Zé Luiz؛ زادهٔ ۵ ژوئیهٔ ۱۹۴۳) بازیکن فوتبال اهل برزیل بود.
از باشگاه‌هایی که در آن بازی کرده‌است می‌توان به باشگاه فوتبال فلومیننزه اشاره کرد.